# Kissing Couple XXXL
Het Kissing Couple XXXL (Kussend Paar) is een kunstwerk in Westpoort, Amsterdam. Het is een werk van Saske van der Eerden.

## Geschiedenis
De relatief grote beelden staan opgesteld langs het Noordzeekanaal bij het Hempontplein, de overvaarplaats van de Hempont. Die plaats is tevens het eindpunt van de (Nieuwe) Hemweg. De beelden staan langs de Ankerweg. De (Nieuwe) Hemweg maakt deel uit van een snelfietsroute tussen de centra van Amsterdam en Zaandam, die over de veer voert. De beelden zijn een initiatief om de snelfietsroute en wachtplek voor fietsers bij de pont aantrekkelijker te maken. Het Kussend Paar is wereldberoemd en nog nergens zo groot te zien. Ze vormen een herkenningspunt op de route en aan de oever voor de passerende boten. Model voor de beelden staat een Nederlands souvenir van Trophee in Delfts blauw van veel kleiner formaat. Dat zou dan weer terugvoeren op de foto "Grietje en Jan in Volendam" in het bezit van het Zuiderzeemuseum.

## Omschrijving
De beelden wegen rond de 6700 kilogram en zijn circa tien meter hoog. Er waren zes maanden nodig om ze te fabriceren. Van eerste idee tot en met realisatie heeft bijna twee jaar geduurd. De beelden lijken op de beeldjes van Delfts blauw. De bedoeling van de beelden is om liefde op te roepen en zo mogelijk een foto van kussend stel en beeld te (laten) maken. Het wordt wel gezien als aandachtstrekker/markeringspunt aan de oever bij het Hempontplein in Amsterdam naar Zaandam. Op 14 december 2017 werd de beelden onthuld nadat ze ieder per dieplader uit de werkplaats in Hoofddorp naar de standplaats werden gebracht en vervolgens door een hoogwerker op hun plek werden gezet. ’s Avonds wordt het Kussend Paar verlicht.
The Port of Amsterdam heeft de openbare ruimte na plaatsing heringericht met picknickbanken, zitjes en oplaadpalen voor e-fietsen.
De beelden zijn een initiatief en project van Bright Up en gerealiseerd in een samenwerkingverband met Van der Eerden, Havenbedrijf Amsterdam, programma Beter Benutten van het Ministerie van Infrastructuur en Waterstaat, Trophee, gemeente Amsterdam, gemeente Zaanstad, FietsCoalitie, Vervoerregio Amsterdam, ArchitecturePlus, Van Zuilen Constructieadvies, Baaijens Constructie en KWS.

## Verder gebruik
Street-artkunstenaar Tim Rodermans gebruikte een afbeelding van deze beelden in een grote muurschildering aan een blinde gevel in de Sarphatistraat. Het was zijn visie op de coronapandemie; het kussend stel is uit elkaar geplaatst en denken aan vroeger en betere tijden. In 2024 werd deze muurschildering vervangen door een nieuwe.

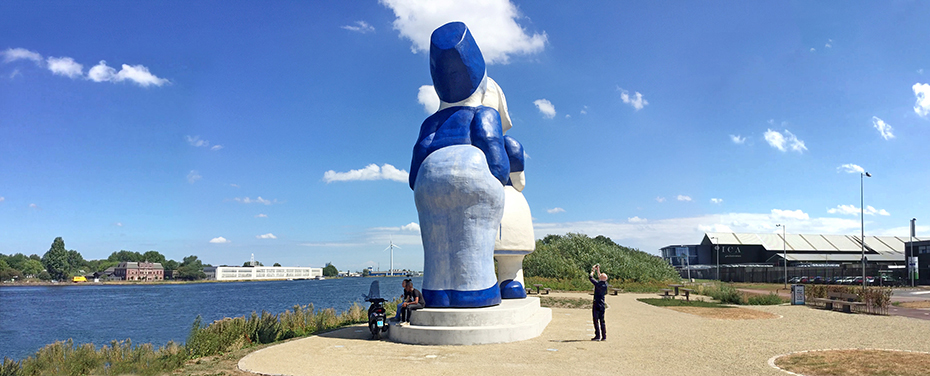
Kussend Paar, 2017 Saske van der Eerden Amsterdam

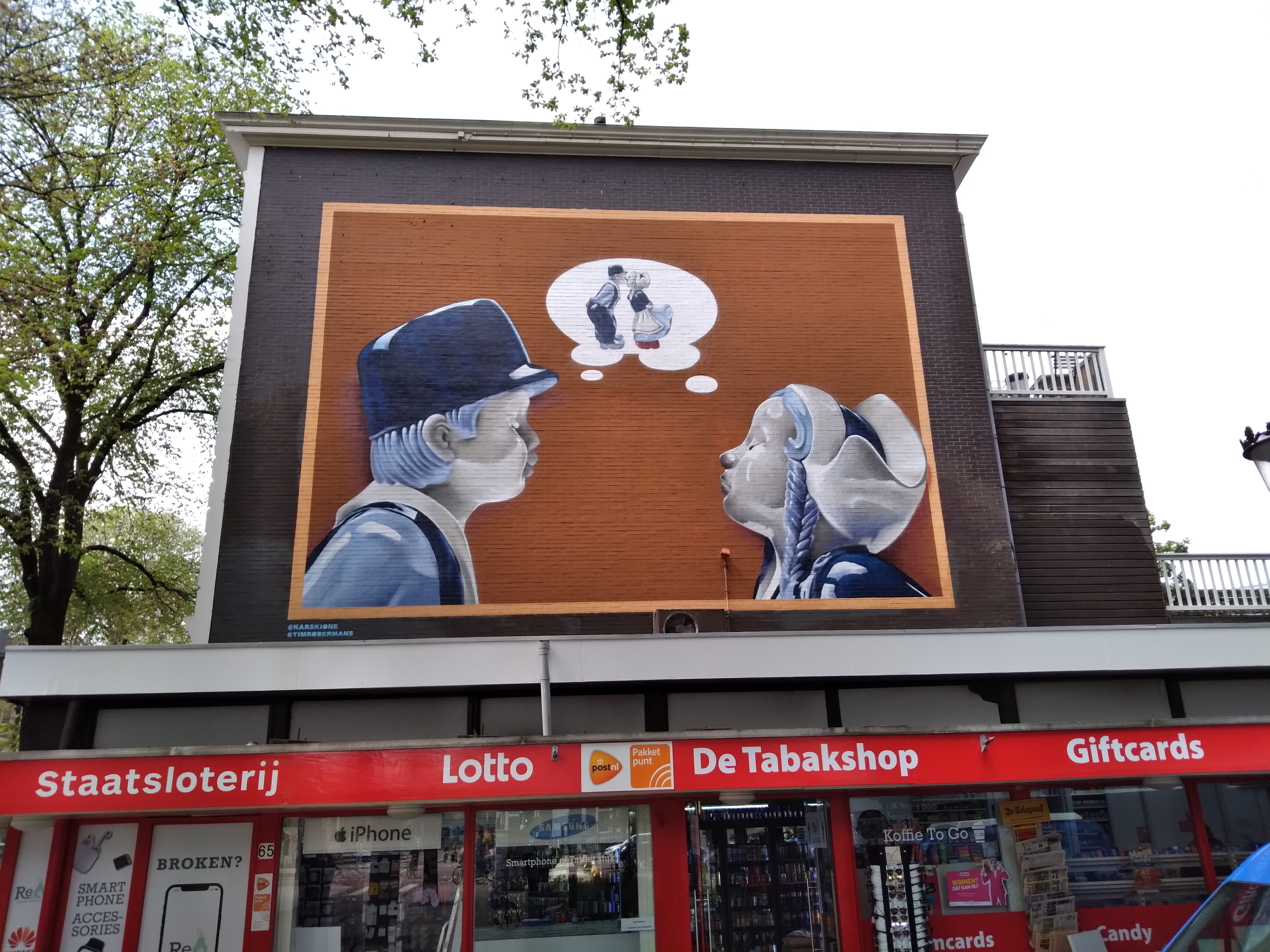
Tim Rodermans schildering (foto 2021)